# Baixa/Chiado (metrostation)
 Baixa/Chiado is een metrostation aan zowel de Blauwe lijn
als aan de Groene lijn van de Metro van Lissabon. Het is een van de belangrijke overstapstations van de Metro van Lissabon. Tot december 2007 was dit station het eindpunt van de Blauwe lijn; nu is dat Santa Apolónia.
Het station aan de Groene lijn is geopend op 25 april 1998, het deel aan de
blauwe lijn werd geopend op 8 augustus 1998.
Het is gelegen aan de kruising van de Largo do Chiado en de Rua do Crucifixo.